# 新得スマートインターチェンジ
新得スマートインターチェンジ（しんとくスマートインターチェンジ）は、北海道上川郡新得町の道東自動車道（北海道横断自動車道黒松内釧路線）のトマムIC - 十勝清水IC間に設置予定のスマートインターチェンジである。事業中の新得パーキングエリア（しんとくパーキングエリア）に併設される予定である。名称はPA、SIC共に仮称である。

## 沿革
新得町では道東道の開通前からインターチェンジ建設を検討したもの建設費に最低概算で13億5,000万円、またアクセス道路建設に20億円を必要とし、その後の維持管理費に年間5,000万円以上かかり、交通量も日最大750台程度しか見込めないこともあり、大学教授や旅行エージェントなどで研究委員会を構成し、建設に向けて慎重に議論されてきた。
当初は地域活性化インターチェンジとしての建設が想定されていたものの、スマートインターチェンジのみの設置とすることも検討されていた。
2016年（平成28年）の台風災害でのJR根室本線や日勝峠の被災をきっかけとして道東道の重要性が高まったことを受けスマートインターチェンジの整備が認められ、2021年（令和3年）8月6日付で国土交通省により「新得スマートインターチェンジ」として準備段階調査に採択された。
2022年（令和4年）9月22日に新得スマートインターチェンジの連結許可が出され、9月30日には東日本高速道路株式会社（NEXCO東日本）に事業許可が出され、合わせて新得パーキングエリアが事業化された。広内トンネルから1km南方を建設地とし、2030年（令和12年）の完成を目標として、インターチェンジ部分に10数億円・パーキングエリアに27億円・アクセス道道に10億円以上の工費を見込んでいる。
2023年（令和5年）3月にはスマートインターチェンジを新たな町作りの核に位置づけるべく併設する道の駅の基本計画も策定され、「広大な森林・雄大な山景・豊かな食を発信・体感する空間とし十勝エリアのゲートウェイを目指す」といった基本コンセプトでフードコートやキャンプ場の建設が検討されており、町が建設費を負担し設計から運営を民間委託するDBO方式での整備とし2024年度までの事業者選定を目指すとしている。

## 道路

### 間接接続
- 国道38号（狩勝峠）
- 北海道道136号夕張新得線

## 周辺
- 北海道旅客鉄道（JR北海道）新得駅（根室本線・石勝線）
- サホロリゾート
- 北海道立総合研究機構農業研究本部畜産試験場

## 隣
道東自動車道
(6)トマムIC -  新得PA/SIC(事業中) - (7)十勝清水IC